# Porrhothele
Porrhothele is een geslacht van spinnen uit de  familie van de Hexathelidae.

## Soorten
- Porrhothele antipodiana (Walckenaer, 1837)
- Porrhothele blanda Forster, 1968
- Porrhothele moana Forster, 1968
- Porrhothele modesta Forster, 1968
- Porrhothele quadrigyna Forster, 1968